# 샘 리드
샘 리드(Sam Reid, 1987년 2월 19일 ~ )는 오스트레일리아의 배우이다.

## 출연 작품

### 영화
- 위대한 비밀 (2011)
- 벨 (2013)
- 71: 벨파스트의 눈물 (2014)
- 라이엇 클럽 (2014)
- 세레나 (2014)
- 더 라임하우스 골렘 (2016)
- 2시 22분 (2017)
- 웨이팅 포 더 바바리안 (2019) - 중위 역

### 드라마
- 더 뉴스리더 시즌 3 (2025)